# دبیرستان پیدمونت
دبیرستان پیدمونت (انگلیسی: Piedmont High School) یک دبیرستان عمومی است که در پیدمانت، کالیفرنیا واقع شده‌است و بخشی از مدارس متحد پیدمونت در این ناحیه است و شامل هفت مدرسه در شهر پیدمونت است. دبیرستان پیدمونت دارای مدال طلا و نشان آبی است که توسط وزارت آموزش و پرورش ایالات متحده آمریکا به آن اعطا شده‌است. دبیرستان پیدمونت همچنین یک مدرسه برجسته در این ناحیه به‌شمار می‌رود. پیدمونت  مسابقاتی را تحت عنوان بیرد (نام لئونارد واکسدسک بیرد، قهرمان ملی) برگزار می‌کند. این مسابقه از سال ۱۹۶۳ آغاز شده‌است.

## پیشینه
دبیرستان پیدمونت دارای دوره تحصیلی نهم تا دوازدهم است. بسیاری از خانواده‌ها همزمان با سن سال تحصیلی فرزندانشان به پیدمونت نقل مکان می‌کنند. رنگ‌های محبوب در پیدمونت رنگ ارغوانی و رنگ سفید (که نشانه یک گل اسکاتلندی) است، و عروسک شاخص آن، کوهستانی است، که نشان دهنده میراث اسکاتلندی این مدرسه است.

## تاریخچه
در سپتامبر ۱۹۲۲، از طرف مدارس سراسری منطقه پیدمونت نخستین دبیرستان شهر گشایش یافت. این مدرسه با تعهد رای‌دهندگان در سال ۱۹۲۰ تأمین مالی می‌شد. دبیرستان پیدمونت آخرین مدرسه دولتی در کالیفرنیا بود که یونیفرم می‌پوشیدند. وضعیت اجتماعی این مدرسه هنگامیکه انجمن‌های برادری و باشگاه‌های زنان رواج یافت به کلی تغییر کرد، مدرسه تماماً تحت کنترل باشگاه‌های اجتماعی درآمد. سبک لباس دختران یادآور لیندزی لوهان شده بود؛ و باشگاه‌ها هم به جمع‌آوری اعانه برای سازمان‌های وابسته به خودشان می‌پرداختند. به طوریکه مقاصد جمع‌آوری اعانه تنها صرف تبدیل کردن آن به باشگاه تفریح و نوشیدن شده بود. به مرور باشگاه‌های پسران در اواسط دهه ۱۹۹۰ از بین رفت. اما باشگاه دختران همچنان تا ۲۰۰۴ ادامه پیدا کرد و آن زمانی بود که هنرجویان ارشد در ابتدای ورود در برابر بی حرمتی به حفظ سنت‌ها واکنش نشان دادند. در اواسط دهه ۱۹۹۰ هنگامیکه مدرسه برای اجرای رقص نفسی تازه کرد مجله نیویورک تایمز به آن یک پوشش خبری داد. این مدرسه در سال ۲۰۱۲ محلی برای ارائه نقاشی‌های ضد سمبلیک و در سال ۲۰۱۷ برای ابراز سخنان نفرت‌انگیز یا کارهای شلخته و فانتزی بود.

### معماری
ابن دبیرستان در سال ۱۹۲۱ ساخته شده و معمار آن وی اچ ویکس بود. معماری این دبیرستان شبیه به معماری مدارس پیدمونت دیگر است که چند بار برای مقاوم بودن در برابر زلزله و سیل بازسازی و ترمیم شده‌است.

## زمینه
این دبیرستان از کلاس نهم تا دوازدهم را پوشش می‌دهد. بسیاری از خانواده‌ها زمانی که فرزندانشان واجد شرایط ورود به این دبیرستان می‌شوند، به منطقه پیدمونت نقل مکان می‌کنند.

### ورزش
این دبیرستان ورزش‌های ورزش شنا، بیسبال، والیبال، بسکتبال، فوتبال، گلف، تنیس، واتر پلو، هاکی، فوتبال آمریکایی و… را پشتیبانی می‌دهد و به آموزش این ورزش‌ها می‌پردازد.

## تحصیل‌کردگان (معروف)
- الکس هیرش[۱۰]
- برد گیلبرت[۳]
- ورن کاربین[۳]
- درو اولسون[۳]
- دن باتلر[۳]
- دیک برون[۳]

## آکادمی

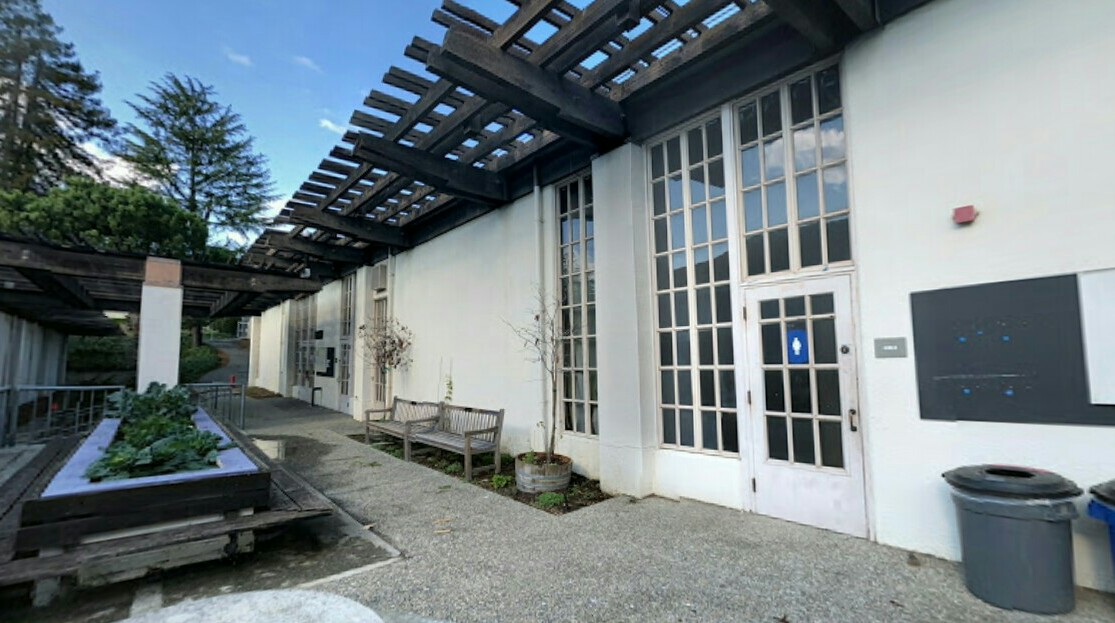
عکس حیاط پشتی دبیرستان

دبیرستان پیدمونت یک مدرسه علمی قوی است که نمره ۱۰ از ۱۰ را در وب سایت گرت اسکول گرفته‌است و در سال ۲۰۰۸، توسط نیو ورلد پیپورت آمریکا در ۱۰۰ مدارس برتر کشور رتبه‌بندی شد. روزنامه دبیرستان گزارش داد که کلاس متوسطه GPA فارغ‌التحصیلی سال ۲۰۰۶، برابر با ۳٫۴۷ بود.

### ریاضیات
آموزش ریاضی در این مدارس به‌صورت فردی و عمومی تدریس می‌شود و طبق استاندارد و معیار کالیفرنیا است. برنامه ریاضیات با کیفیت بالا برای تمام دانش‌آموزان ضروری است. تدریس ریاضیات در دبیرستان پیدمونت بین‌المللی است و قطعاً باید دانش‌آموز مسلط به زبان زبان انگلیسی باشد.

### کتابخانه
در ابتدای سال تحصیلی ۲۰۰۶–۲۰۰۷، کتابخانه هیئت مشاوره نوجوانان، گروهی از دانش آموزان را برای بررسی کتاب، توصیه خرید، خرید کتاب، تزئین کتابخانه، سازماندهی رویدادهای کتابخانه، و انتشار مجله ادبی فراخواند.